# Misha Collins
Dmitri «Misha» Collins (nacido Dmitri Tippens Krushnic; Boston, Massachusetts; 20 de agosto de 1974) es un actor, director y productor estadounidense. Es mayormente reconocido por interpretar a Castiel en la serie de televisión Supernatural. Su trabajo en dicha serie lo han hecho acreedor de galardones en los Constellation Awards, los People's Choice Awards y los Teen Choice Awards. Además de Supernatural, Collins es reconocido por sus roles recurrentes en otras series como 24 y ER.

## Biografía
La madre de Misha, Rebecca Tippens, era una narradora de cuentos que ahora dirige el Centro de la Evolución Cultural, también conocido como The Round House. Misha también tiene un hermano, Sasha (tres años menor que él) y una hermana, Danielle (once años más joven). Antes de convertirse en actor, Misha trabajó como interno en la Casa Blanca durante la administración de Bill Clinton y en National Public Radio (Radio Pública Nacional en los Estados Unidos).
Misha Collins interpretó al villano Alexis Drazen en la primera temporada de la serie de televisión 24, y a un amigo de las Embrujadas en el episodio They're Everywhere de Charmed. También ha intervenido esporádicamente en algunos episodios de otras series de televisión como CSI New York, Nip/Tuck y Ringer. Desde 2008 interpreta al ángel Castiel en la serie de televisión Supernatural, que ha sido su papel más reconocido.

## Vida personal
En 2002, Collins se casó con su novia de la secundaria, Victoria Vantoch. Tienen dos hijos, West Anaximander Collins, nacido en septiembre del 2010 y Maison Marie Collins nacida en 2012.
Collins había pensado volver a la política. Se consideró brevemente ejecutando para el consejo de barrio en Los Ángeles antes de retirar su solicitud. «Fui a sentarme en una de las reuniones, y fue la más tediosa, aburrida hora y media de mi vida. Así que retiré mi candidatura, y casi gano a pesar de eso. Tengo ¡51 votos!», expresó.
Él es un poeta publicado. Hasta el momento, sus poemas Baby Pants y Old Bones han sido publicados en tres revistas literarias y publicaciones.
Para pagar sus estudios en la universidad, trabajó como carpintero y ebanista. Él mismo construyó su casa de Los Ángeles, y ha construido la mayoría de los muebles en ella. Solo hay un par de cosas en la cubierta que no hizo. Tomó casi dos años de trabajo a tiempo completo y cuatro años de bricolaje. 
Aproximadamente en 2007 tuvo un accidente en su bicicleta pasando alrededor de 55 millas por hora. En su estancia en el hospital, tuvo que someterse a una resonancia magnética que mostró un defecto congénito en la columna vertebral que es la razón de su flexibilidad, que le ayudó a conseguir el papel de Manny Skerritt en la serie Nip/Tuck.
El actor explicó en una convención de Barcelona del año 2012 que cambió su nombre de Misha Dmitri Tippens Krushnic a Misha Collins, ya que Collins fue el apellido de soltera de su abuela materna y Misha porque la mayoría de su entorno lo llamaba así; prefiriendo este nuevo nombre debido a que era más corto.

## Filmografía
| Año  | Título                 | Rol           | Notas         |
| ---- | ---------------------- | ------------- | ------------- |
| 1999 | Liberty Heights        | Chico         | No acreditado |
| 1999 | Inocencia interrumpida | Tony          | No acreditado |
| 2006 | Karla                  | Paul Bernardo |               |
| 2008 | Loot                   | Ejecutivo     |               |

| Año       | Título                         | Rol                                                                  | Notas |
| --------- | ------------------------------ | -------------------------------------------------------------------- | --- |
| 1998      | Legacy                         | Andrew                                                               | Episodio: «The Big Fix» |
| 1999      | Charmed                        | Eric Bragg                                                           | Episodio: «They're Everywhere» |
| 2000      | NYPD Blue                      | Blake DeWitt                                                         | Episodio: «Welcome to New York»                                                                                                   |
| 2001      | Seven Days                     | Sergei Chubais                                                       | Episodio: «Born in the USSR» |
| 2002      | 24                             | Alexis Dazen                                                         | 7 episodios |
| 2002      | Par 6                          | Al Hegelman                                                          | Telefilme |
| 2003      | Moving Alan                    | Tony Derrick                                                         | Telefilme |
| 2003      | Finding Home                   | Dave                                                                 | Telefilme |
| 2004      | The Crux                       | Hombre colgado                                                       | Telefilme |
| 2004      | CSI: Crime Scene Investigation | Vlad                                                                 | Episodio: «Nesting Dolls» |
| 2005      | ER                             | Bret                                                                 | 3 episodios |
| 2006      | NCIS                           | Justin Ferris                                                        | Episodio: «Singled Out» |
| 2006      | Monk                           | Michael Karapov                                                      | Episodio: «Mr. Monk and the Captain's Marriage»                                                                                   |
| 2006      | Close to Home                  | Todd Monroe                                                          | Episodio: «There's Something About Martha»                                                                                        |
| 2007      | Sin rastro                     | Chester Lake                                                         | Episodio: «Run» |
| 2007      | CSI: NY                        | Morton Brite                                                         | Episodio: «Morton Brite» |
| 2007      | Reinventing the Wheelers       | Joey Wheeler                                                         | Episodio piloto rechazado |
| 2008      | Over Her Dead Body             | Brian                                                                | Telefilme |
| 2008      | The Grift                      | Buster                                                               | Telefilme |
| 2008-2020 | Supernatural                   | Castiel · Jimmy Novak Él mismo · Emmanuel Steve · Leviatán · Lucifer | Recurrente (temporadas 4 y 8) Elenco principal (temporadas 5-6 y 9-15) Invitado (temporada 7) Director (temporada 9, episodio 17) |
| 2009      | Nip/Tuck                       | Manny Skerritt                                                       | Episodio: «Manny Skerritt» |
| 2010      | Apocalipsis en Stonehenge      | Jacob                                                                | Telefilme |
| 2011      | Divine: The Series             | Padre Christopher                                                    | |
| 2012      | Ringer                         | Dylan                                                                | Episodio: «Whores Don't Make That Much»                                                                                           |
| 2014      | Whose Line Is It Anyway?       | Él mismo                                                             | |
| 2017      | Timeless                       | Eliot Ness                                                           | Estrella invitada |

## Premios y nominaciones
| Año  | Premiación             | Nominado por | Categoría                                                          | Resultado | Ref.  |
| ---- | ---------------------- | ------------ | ------------------------------------------------------------------ | --------- | ----- |
| 2010 | Constellation Awards   | Supernatural | Mejor actuación masculina en un episodio de ciencia ficción        | Nominado  | [ 6 ] |
| 2012 | Constellation Awards   | Supernatural | Mejor actuación masculina en un episodio de ciencia ficción        | Ganador   | [ 6 ] |
| 2013 | SFX Awards             | Supernatural | Mejor actor de televisión                                          | Nominado  | [ 6 ] |
| 2013 | SFX Awards             | Supernatural | Hombre más sexy                                                    | Nominado  | [ 6 ] |
| 2014 | People's Choice Awards | Supernatural | Mejor bromance de televisión (con Jared Padalecki y Jensen Ackles) | Nominado  | [ 6 ] |
| 2015 | People's Choice Awards | Supernatural | Actor de televisión de ciencia ficción/fantasía favorito           | Ganador   | [ 7 ] |
| 2015 | Teen Choice Awards     | Supernatural | Mejor química en televisión (con Jensen Ackles)                    | Ganador   | [ 8 ] |
| 2016 | Teen Choice Awards     | Supernatural | Mejor química en televisión (con Jared Padalecki)                  | Nominado  | [ 9 ] |
| 2016 | Teen Choice Awards     | Supernatural | Roba escenas de televisión                                         | Nominado  | [ 9 ] |
| 2016 | People's Choice Awards | Supernatural | Actor de televisión de ciencia ficción/fantasía favorito           | Nominado  | [ 6 ] |